# Vždycky stejně krásná
Vždycky stejně krásná je druhé album českého zpěváka Josefa Vágnera. Vyšlo 12. říjen 2010 u labelu Multisonic a.s. na CD.
Křest alba proběhl 12. října v pražském klubu Solidní nejistota. CD bylo pokřtěno zpěvákem skupiny Kabát Pepou Vojtkem a světoznámou violistkou Jitkou Hosprovou. Křtu se zúčastnila i Miss ČR 2010 Jitka Válková, která nazpívala s Josefem Vágnerem duet Díky letu motýlů, který také naleznete na tomto CD. Bonusovou písní je Kdo ví, kde je ta pláž, natočená u příležitosti narozenin Karla Gotta.
Na CD se nacházejí i písně z posledních dvou roků a již zmiňovaný duet s Českou Miss 2010 Jitkou Válkovou Díky letu motýlů (Way Back Into Love), známý z filmu Lyrics and Music (H.Grant).

## Seznam písní
1. Vždycky stejně krásná
2. Dívka z pláže
3. Anděl spásy
4. Láska léčivá
5. Zasněná, Bim-bam
6. Díky letu motýlů
7. The King
8. Královna pustin
9. Bacha dej
10. Vstáváš
11. Čas je nám jen půjčený
12. Bonus – Kdo ví, kde je ta pláž (píseň natočená ku příležitosti televizních narozenin Karla Gotta).